# Caluromysiops irrupta
Caluromysiops irrupta là một loài động vật có vú, loài duy nhất của chi Caluromysiops, thuộc họ Didelphidae, bộ Didelphimorphia. Loài này được Sanborn mô tả năm 1951. Chúng được tìm thấy ở Bolivia, Brasil, Colombia và Peru.